# 科克萊省
科克萊省（西班牙語：Provincia de Coclé）是巴拿馬的一個省，首府為佩諾諾梅。然而，該省位於巴拿馬中部，南臨帕里塔湾。
面積4,950平方公里，2006年估計人口227,407人。
下分6行政市、42个縣。